# Gnophosema mekrana
Gnophosema mekrana là một loài bướm đêm trong họ Geometridae.